# Класична японська мова
Класична японська мова (яп. 中古日本語, chūko nihongo, англ. Late Old Japanese), або пізня старояпонська мова — японська мова і шрифт якими користувалися в епоху Хейан (794—1185). Ця мова є прямим нащадком старояпонської мови і попередником середньояпонського  періоду середніх віків в Японії.
Старояпонська мова використовувала на письмі китайський шрифт. В часи класичної японської мови виникли два нові шрифти: Хірагана та Катакана. Таким чином було спрощено письмову мову, що позитивно вплинуло на розвиток літературної мови і призвело до розквіту японськох літератури. В той час з'явилися такі класичні твори як Гендзі моногатарі (Genji Monogatari), Такеторі моногатарі (Taketori Monogatari) та Ісе-Моноґатарі (Ise Monogatari).

## Фонеми
Відбулися такі великі фонетичні зміни:
- перехід від передньоносових приголосних до дзвінких
- виникнення довгих голосних і закритих складів
- перестали вимовляти деякі приголосні в певних ситуаціях
- змінилася ритмічна структура мови, основним елементом ритму став не склад, а мора (одиниця ритму, що відповідає короткому голосному звуку)

В той час як в старояпонській мові було 88 базових складів, в класичній японській стало лише 66 складів:
| a  | i  | u  | e  | o  |
| ka | ki | ku | ke | ko |
| ga | gi | gu | ge | go |
| sa | si | su | se | so |
| za | zi | zu | ze | zo |
| ta | ti | tu | te | to |
| da | di | du | de | do |
| na | ni | nu | ne | no |
| ha | hi | hu | he | ho |
| ba | bi | bu | be | bo |
| ma | mi | mu | me | mo |
| ya |    | yu |    | yo |
| ra | ri | ru | re | ro |
| wa | wi |    | we |    |

Найважливішою зміною став відхід від системи складів дзьодай токусю канадзукай (Jōdai Tokushu Kanazukai), яка розрізняла два види голосних -i, -e und -o. Цей відхід спостерігався вже в кінці періоду старояпонської мови, але повна відмова від цієї системи відбулася на початку періоду класичної японської мови. Останніми було втрачено фонеми /ko1/ and /ko2/.
Протягом 10 століття звуки /e/ та /ye/ злилися в /e/, а в 1 столітті /o/ та /wo/ злилися в /o/.

## Фонетика

### Голосні
/a/[a]
/i/[i]
/u/[u]
/e/[je]
/o/[wo]

### Приголосні
/k, g/[k, g]
/s, z/Теорії для /s, z/ включають в цю групу також [s, z], [ts, dz] та [ʃ, ʒ]. Вимова може, як і в сучасній японській мові, залежати від наступної голосної.
/t, d/[t, d]
/n/[n]
/h//h/ надалі відбиває звук [ɸ]. В 11 століття з'явився виняток, коли ця фонема між двома голосними почала відбивати звук [w].
/m/[m]
/y/[j]
/r/[r]
/w/[w]

## Граматика

### Дієслова
Класична японська мова успадкувала всі вісім типів відмінювання у старояпонської мови й додала один новий тип: нижній моноряд (яп. 下一段, shimo ichidan).

#### Відмінювання
| Клас дієслова         | Mizenkei 未然形 Irrealis | Renyōkei 連用形 Adverbial | Shūshikei 終止形 Conclusive | Rentaikei 連体形 Attributiv | Izenkei 已然形 Realis | Meireikei 命令形 Imperativ |
| --------------------- | ------------------------ | ------------------------- | --------------------------- | --------------------------- | --------------------- | -------------------------- |
| Четверний ряд         | -a                       | -i                        | -u                          | -u                          | -e                    | -e                         |
| Верхній моноряд       | -                        | -                         | -ru                         | -ru                         | -re                   | -(yo)                      |
| Верхній подвійний ряд | -i                       | -i                        | -u                          | -uru                        | -ure                  | -i(yo)                     |
| Нижній моноряд        | -e                       | -e                        | -eru                        | -eru                        | -ere                  | -e(yo)                     |
| Нижній подвійний ряд  | -e                       | -e                        | -u                          | -uru                        | -ure                  | -e(yo)                     |
| Неправильні К-форми   | -o                       | -i                        | -u                          | -uru                        | -ure                  | -o                         |
| Неправильні С-форми   | -e                       | -i                        | -u                          | -uru                        | -ure                  | -e(yo)                     |
| Неправильні Н-форми   | -a                       | -i                        | -u                          | -uru                        | -ure                  | -e                         |
| Неправильні Р-форми   | -a                       | -i                        | -i                          | -u                          | -e                    | -e                         |